# Mitsubishi Delica D:5
O Delica D:5 é uma minivan de porte médio-grande da Mitsubishi Motors.